# NGC 6135
NGC 6135 is een spiraalvormig sterrenstelsel in het sterrenbeeld Draak. Het hemelobject werd op 9 juli 1886 ontdekt door de Amerikaanse astronoom Lewis A. Swift.

## Synoniemen
- MCG 11-20-8
- ZWG 320.15
- PGC 57580